# كريس يونغ (لاعب كرة سلة)
كريس يونغ (بالإنجليزية: Chris Young)‏ (25 مايو 1979 في الولايات المتحدة - ) هو لاعب كرة قاعدة ولاعب كرة سلة أمريكي في مركز مرسل مطلق ‏. لعب مع تكساس رينجرز وكنساس سيتي رويالس ومنتريال أكسبوز وسياتل مارينرز وبيتسبرج بايرتس ونيويورك ميتس وسان دييغو بادريس وواشنطن ناشونالز.

## وصلات خارجية
- كريس يونغ على موقع دوري كرة القاعدة الرئيسي (الإنجليزية)
- كريس يونغ على موقعبيزبول رفرنس.كوم (الدوري الرئيسي) (الإنجليزية)
- كريس يونغ على موقعبيزبول رفرنس.كوم (الدوري الثانوي) (الإنجليزية)
- كريس يونغ على موقع إي إس بي إن.كوم (أم.أل.بي) (الإنجليزية)
- كريس يونغ على موقع مشجعي الرسوم البيانية (الإنجليزية)
- كريس يونغ على موقع كلية كرة السلة في سبورتس رفرنس.كوم (الإنجليزية)